# NGC 1323
NGC 1323 ist eine linsenförmige Galaxie vom Hubble-Typ S0 im Sternbild Eridanus am Südsternhimmel. Sie ist schätzungsweise 266 Millionen Lichtjahre von der Milchstraße entfernt und hat einen Durchmesser von etwa 70.000 Lichtjahren.

Im selben Himmelsareal befinden sich u. a. die Galaxien NGC 1308, NGC 1320, NGC 1321, NGC 1322.
Das Objekt wurde am 19. Dezember 1849 von dem Astronomen George Johnstone Stoney entdeckt.